# 소프호

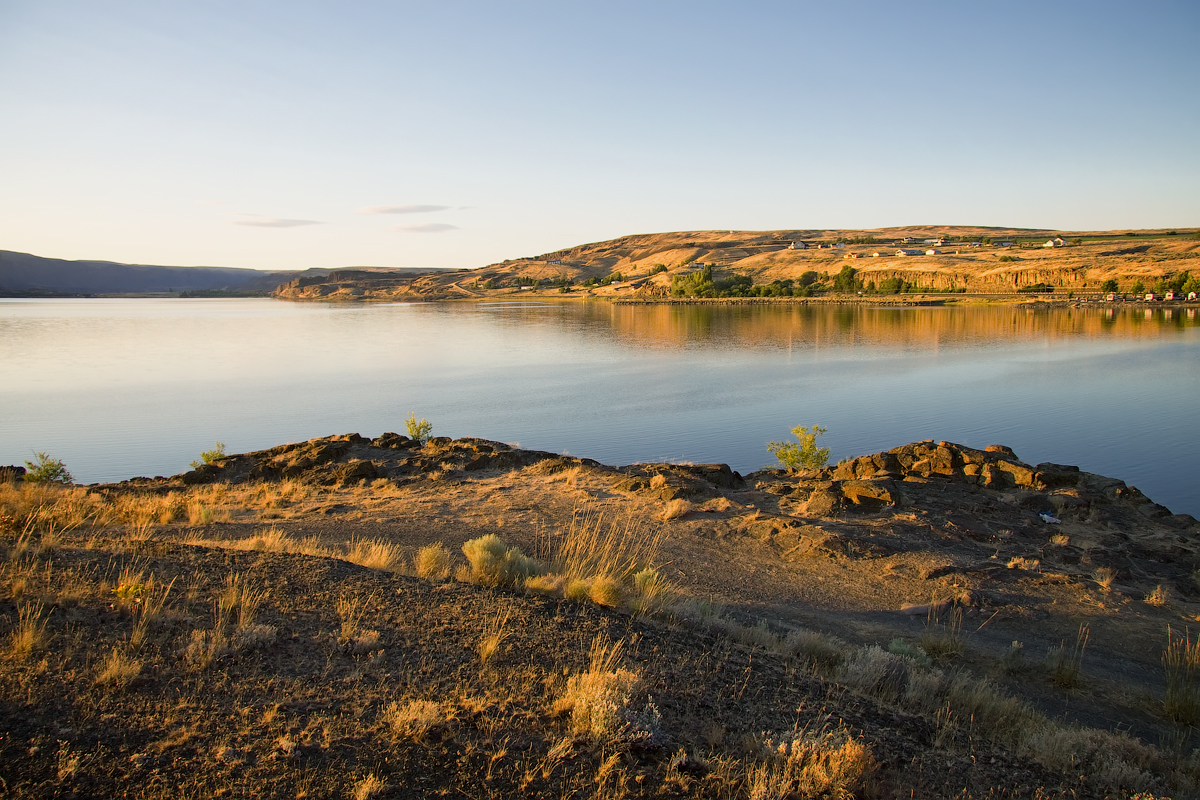
소프 호의 남쪽 물가에서 본 모습

소프 호(Soap Lake)는 워싱턴주 소프레이크의 마을에 위치한 부분순환호이다. 이 호수는 그랜드 쿨리 끝자락에 있는 미줄라플러즈에 의해 형성되었으며 약 2 mi.² (5.12 km2)의 공간에 70 피트 (21.2 m)의 깊이를 지닌다.

## 광물
2000년 기준:
| 광물          | 밀리그램/리터 |
| ------------- | ------------- |
| 나트륨        | 5760          |
| 중탄산염      | 2480          |
| 황산염        | 2540          |
| 탄산염        | 3840          |
| 염화 이온     | 2290          |
| 칼륨          | 504           |
| 유기 질소     | 0.9           |
| 플루오린화물  | 7.2           |
| 오르토 인산염 | 6.3           |
| 질산염        | 0.7           |
| 칼슘          | 2.5           |
| 마그네슘      | 2.9           |

0.01 밀리그램/리터 이하의 알루미늄, 철, 구리, 루비듐, 리튬, 스트론튬, 바륨, 크롬, 납, 망간, 티타늄, 바나듐, 붕소.